# 新民党 (香港)
新民党（しんみんとう）は、公務員経験者を中心に構成される香港の政党である。主席は元保安局局長で現在立法会議員の葉劉淑儀、副主席は容海恩・潘国山・韓世灝。

## 沿革と概要
新民党は2011年1月9日に結成された。党の方針は「中間実務路線」で主に中流層、専門職、公務員の支持を取り込む。

## 主なメンバー
- 葉劉淑儀 (主席/香港立法会議員)
- 黄楚峰 (中央委員会メンバー/元香港湾仔區議員)
- 施俊輝 (中央委員会メンバー)
- 鄺其志 (コンサルタント/元香港政府官員)
- デービッド・アーカーズジョーンズ (コンサルタント/元香港政府官員)
- アラン・ゼマン (コンサルタント/香港海洋公園社長)
- 容海恩 (副主席/香港立法会議員)

## 元メンバー
- 史泰祖 (前任副主席)
- 田北辰 (前任副主席/香港立法会議員)

## 参考
1. ↑  元保安局長の葉劉氏、「新民党」を結成